# Молокьо
Молокьо (итал. Molochio) — коммуна в Италии, располагается в регионе Калабрия, подчиняется административному центру Реджо-Калабрия.
Население составляет 2805 человек, плотность населения составляет 76 чел./км². Занимает площадь 37 км². Почтовый индекс — 89010. Телефонный код — 0966.
Соседние коммуны: Таурианова, Читтанова, Терранова-Саппо-Минуо, Вараподьо.
Покровителем коммуны почитается святой Иосиф Обручник, празднование 19 марта.